# Márcio Alexandre Henriques Gonçalves dos Santos
Márcio Alexandre Henrique Gonçalves dos Santos (Lisbona, 5 maggio 1979) è un ex calciatore portoghese, di ruolo portiere.

## Carriera

### Nazionale
Con la Nazionale Under-21 portoghese ha preso parte agli Europei Under-21 2002.